# Liste der Kulturdenkmäler in Adorf (Diemelsee)
Die folgende Liste enthält die in der Denkmaltopographie ausgewiesenen Kulturdenkmäler auf dem Gebiet des Ortsteils Adorf der Gemeinde Diemelsee, Waldeck-Frankenberg, Hessen.
Hinweis: Die Reihenfolge der Denkmäler in dieser Liste orientiert sich an der Anschrift, alternativ ist sie auch nach der Bezeichnung, der vom Landesamt für Denkmalpflege vergebenen Nummer oder der Bauzeit sortierbar.
Kulturdenkmäler werden fortlaufend im Denkmalverzeichnis des Landes Hessen durch das Landesamt für Denkmalpflege Hessen auf Basis des Hessischen Denkmalschutzgesetzes (HDSchG) geführt. Die Schutzwürdigkeit eines Kulturdenkmals hängt nicht von der Eintragung in das Denkmalverzeichnis des Landes Hessen oder der Veröffentlichung in der Denkmaltopographie ab.

Die bisher bekannten Bau- und Kunstdenkmäler hat das Landesamt für Denkmalpflege Hessen in sogenannten Arbeitslisten erfasst. Den Arbeitslisten liegen Erkenntnisse aus Akten, Ortsbegehungen und Denkmalinventaren, jedoch keine neuere systematische Forschung, zugrunde. Die Benehmensherstellung mit der Gemeinde gemäß § 11 Abs. 1 HDSchG ist noch nicht erfolgt.
Das Vorhandensein oder Fehlen eines Objekts in dieser Liste ist keine rechtsverbindliche Auskunft darüber, ob es Kulturdenkmal ist oder nicht: Diese Liste entspricht möglicherweise nicht dem aktuellen Stand der offiziellen Denkmaltopographie. Diese ist für Hessen in den entsprechenden Bänden der Denkmaltopographie Bundesrepublik Deutschland und im Internet unter DenkXweb – Kulturdenkmäler in Hessen einsehbar. Auch diese Quellen sind, obwohl sie durch das Landesamt für Denkmalpflege Hessen aktualisiert werden, nicht immer aktuell, da es im Denkmalbestand immer wieder Änderungen gibt.
Eine verbindliche Auskunft erteilt allein das Landesamt für Denkmalpflege Hessen.
Nutze diese Kartenansicht, um Koordinaten in der Liste zu setzen. In dieser Kartenansicht sind Kulturdenkmale ohne Koordinaten mit einem roten bzw. orangen Marker dargestellt und können in der Karte gesetzt werden. Kulturdenkmale ohne Bild sind mit einem blauen bzw. roten Marker gekennzeichnet, Kulturdenkmale mit Bild mit einem grünen bzw. orangen Marker.
| Bild                                                | Bezeichnung                                                                          | Lage                                                                  | Beschreibung      | Bauzeit | Objekt-Nr. |
| --------------------------------------------------- | ------------------------------------------------------------------------------------ | --------------------------------------------------------------------- | ----------------- | ------- | ---------- |
| Am Kahlenberg 2                                     | Fachwerkwohnhaus und Wirtschaftsgebäude                                              | Am Kahlenberg 2 LageFlur: 1, Flurstück: 314, 951/315                  |                   |         | 168860 DDB |
| Wohnstallhaus mit Querdiele                         | Wohnstallhaus mit Querdiele                                                          | Am Kahlenberg 4 LageFlur: 1, Flurstück: 321/1                         |                   |         | 168944 DDB |
| Bild gesucht BW                                     | Fachwerkwohnhaus                                                                     | Am Kahlenberg 8 LageFlur: 1, Flurstück: 1047/331                      |                   |         | 168861 DDB |
| Bild gesucht BW                                     | Fachwerkwohnhaus, Wirtschaftsgebäude und Scheune                                     | Am Kahlenberg 9/11 LageFlur: 1, Flurstück: 1254/228, 234/1            |                   |         | 168862 DDB |
| Bild gesucht BW                                     | Fachwerkwohnhaus mit Scheune und Stall                                               | Am Kahlenberg 11 LageFlur: 1, Flurstück: 1254/228                     |                   |         | 168863 DDB |
| Bild gesucht BW                                     | Fachwerkstall                                                                        | Arolser Straße 4 LageFlur: 1, Flurstück: 255/1                        |                   |         | 939007 DDB |
| Bild gesucht BW                                     | Ehemalige Burg der Dalwigk, Fachwerkwohnhaus, Tordurchfahrt, Scheunenstall und Mauer | Arolser Straße 6 LageFlur: 1, Flurstück: 1139/254, 1140/254, 1141/254 |                   |         | 168864 DDB |
| Bild gesucht BW                                     | Fachwerkhofanlage, ursprünglich ein Flurquerdielenhaus                               | Arolser Straße 9 LageFlur: 1, Flurstück: 45/2, 45/4                   |                   |         | 168865 DDB |
| Bild gesucht BW                                     | Fachwerkhofanlage                                                                    | Arolser Straße 11 LageFlur: 1, Flurstück: 49/5                        |                   |         | 168866 DDB |
| Bild gesucht BW                                     | Transformatorenturm                                                                  | Bergstraße LageFlur: 4, Flurstück: 93/41                              |                   |         | 828946 DDB |
| Bild gesucht BW                                     | Tagelöhnerhaus                                                                       | Bergstraße 7 LageFlur: 1, Flurstück: 31/1                             |                   |         | 168867 DDB |
| Bild gesucht BW                                     | Fachwerkwohnhaus                                                                     | Bredelarer Straße 1 LageFlur: 3, Flurstück: 8/11                      |                   |         | 957003 DDB |
| Bild gesucht BW                                     | Fachwerkwohnhaus                                                                     | Bredelarer Straße 4 LageFlur: 1, Flurstück: 6/14                      |                   |         | 168870 DDB |
| Bild gesucht BW                                     | Rhenegger Mühle                                                                      | Bredelarer Straße 27 LageFlur: 3, Flurstück: 49/1                     |                   |         | 168868 DDB |
| weitere Bilder                                      | Besucherbergwerk „Grube Christiane“                                                  | Bredelarer Straße 30 LageFlur: 3, 5, Flurstück: 88/2, 3/2             | Eisenerzbergwerk  |         | 86403 DDB  |
| Bild gesucht BW                                     | Jüdischer Friedhof                                                                   | Dansenberg LageFlur: 4, Flurstück: 23                                 |                   |         | 828948 DDB |
| Bild gesucht BW                                     | Hakenhof, Fachwerk                                                                   | Dansenberg 1 LageFlur: 4, Flurstück: 15/10                            |                   |         | 828947 DDB |
| Mühle                                               | Mühle und Verwaltungsgebäude                                                         | Flechtdorfer Straße 2/2a LageFlur: 2, Flurstück: 36/4, 36/5           |                   |         | 828949 DDB |
| Bild gesucht BW                                     | Querdielenhaus, Fachwerk                                                             | Flechtdorfer Straße 26 LageFlur: 2, Flurstück: 34/13                  |                   |         | 168871 DDB |
| Bild gesucht BW                                     | Fachwerkwohnhaus mit Fachwerkanbau                                                   | Gartenstraße 4 LageFlur: 1, Flurstück: 506/7                          |                   |         | 168872 DDB |
| Kriegsdenkmal Vorderseite · Kriegsdenkmal Rückseite | Kriegsdenkmal                                                                        | Hauptstraße LageFlur: 1, Flurstück: 288/1                             |                   |         | 828950 DDB |
| Bild gesucht BW                                     | Ehemaliges Pfarrhaus                                                                 | Hauptstraße 7 LageFlur: 1, Flurstück: 286/2                           |                   |         | 168874 DDB |
| weitere Bilder                                      | Evangelische Kirche St. Johannes der Täufer                                          | Hauptstraße 9 LageFlur: 1, Flurstück: 308/1                           | Romanische Kirche | Um 1150 | 168873 DDB |
| Bild gesucht BW                                     | Bruchsteinmauer mit Tor                                                              | Hauptstraße 10 LageFlur: 1, Flurstück: 478/2                          |                   |         | 924017 DDB |
| Bild gesucht BW                                     | Fachwerkwohnhaus mit Durchfahrt                                                      | Hauptstraße 20 LageFlur: 1, Flurstück: 420/10                         |                   |         | 168875 DDB |
| Bild gesucht BW                                     | Fachwerkwohnhaus und Scheune                                                         | Hauptstraße 22 LageFlur: 1, Flurstück: 1151/449, 448                  |                   |         | 168876 DDB |
| Bild gesucht BW                                     | Fachwerkwohnhaus                                                                     | Hauptstraße 24 LageFlur: 1, Flurstück: 415/2                          |                   |         | 828951 DDB |
| Bild gesucht BW                                     | Fachwerkwohnhaus einer Hofanlage                                                     | Hauptstraße 26 LageFlur: 1, Flurstück: 411/11                         |                   |         | 168877 DDB |
| Bild gesucht BW                                     | Fachwerkwohnhaus                                                                     | Hauptstraße 36 LageFlur: 1, Flurstück: 393/10, 393/8                  |                   |         | 828952 DDB |
| Bild gesucht BW                                     | „Hof Erlemann“, Vierseithof                                                          | Im Meer 1 LageFlur: 10, Flurstück: 46/1                               |                   |         | 86402 DDB  |
| Bild gesucht BW                                     | Wohnhaus der Kappensteiner Mühle                                                     | Kappensteiner Mühle 1 LageFlur: 19, Flurstück: 56/1                   |                   |         | 923995 DDB |
| Bild gesucht BW                                     | Alte Mühle, heute Gasthaus                                                           | Rhenegger Straße 6 LageFlur: 1, Flurstück: 570/2                      |                   |         | 168879 DDB |
| Bild gesucht BW                                     | Doppelwohnhaus                                                                       | Schöne Aussicht 4 LageFlur: 17, Flurstück: 1/14                       |                   |         | 168894     |